# Dorfkirche Dobberzin

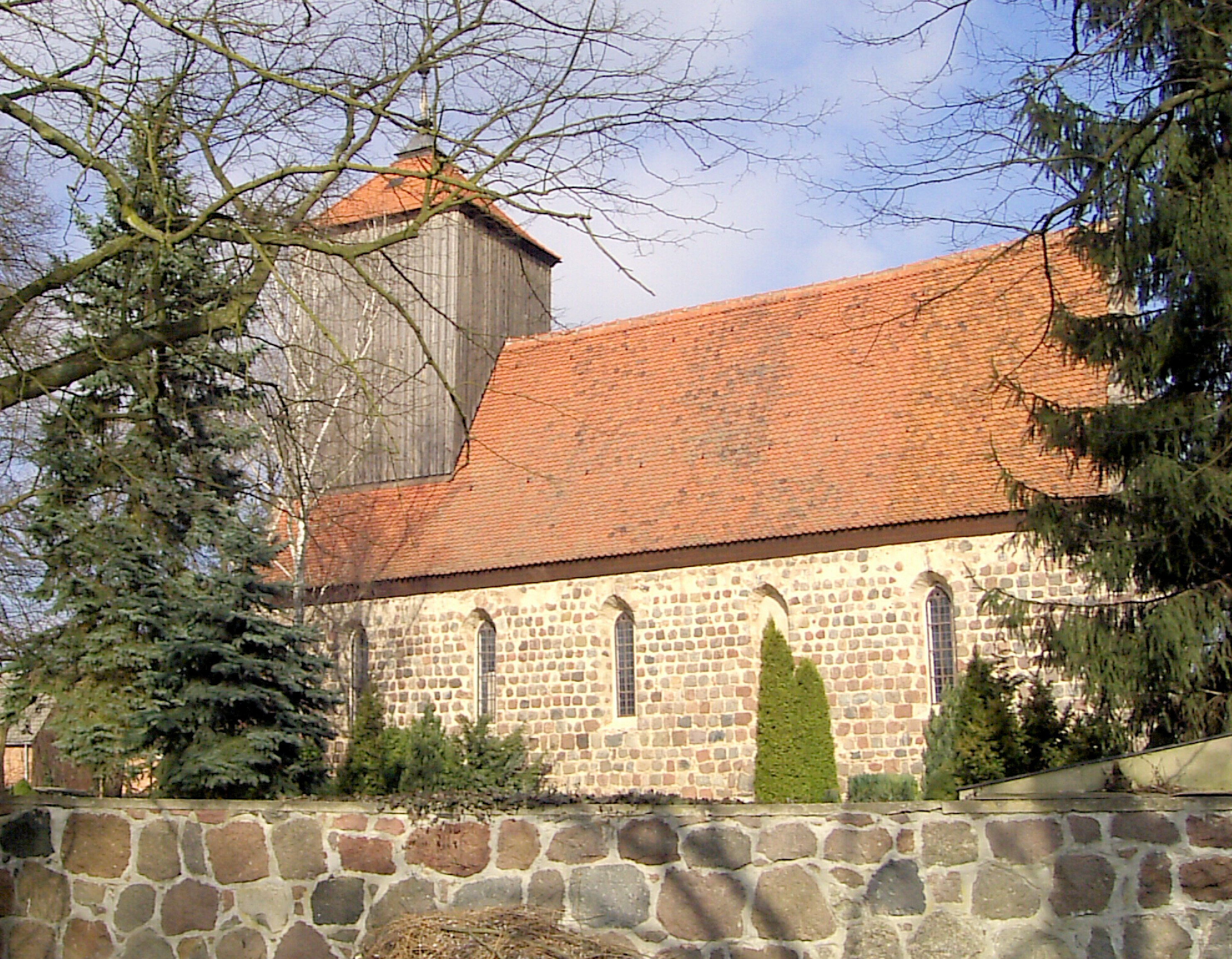
Dorfkirche Dobberzin

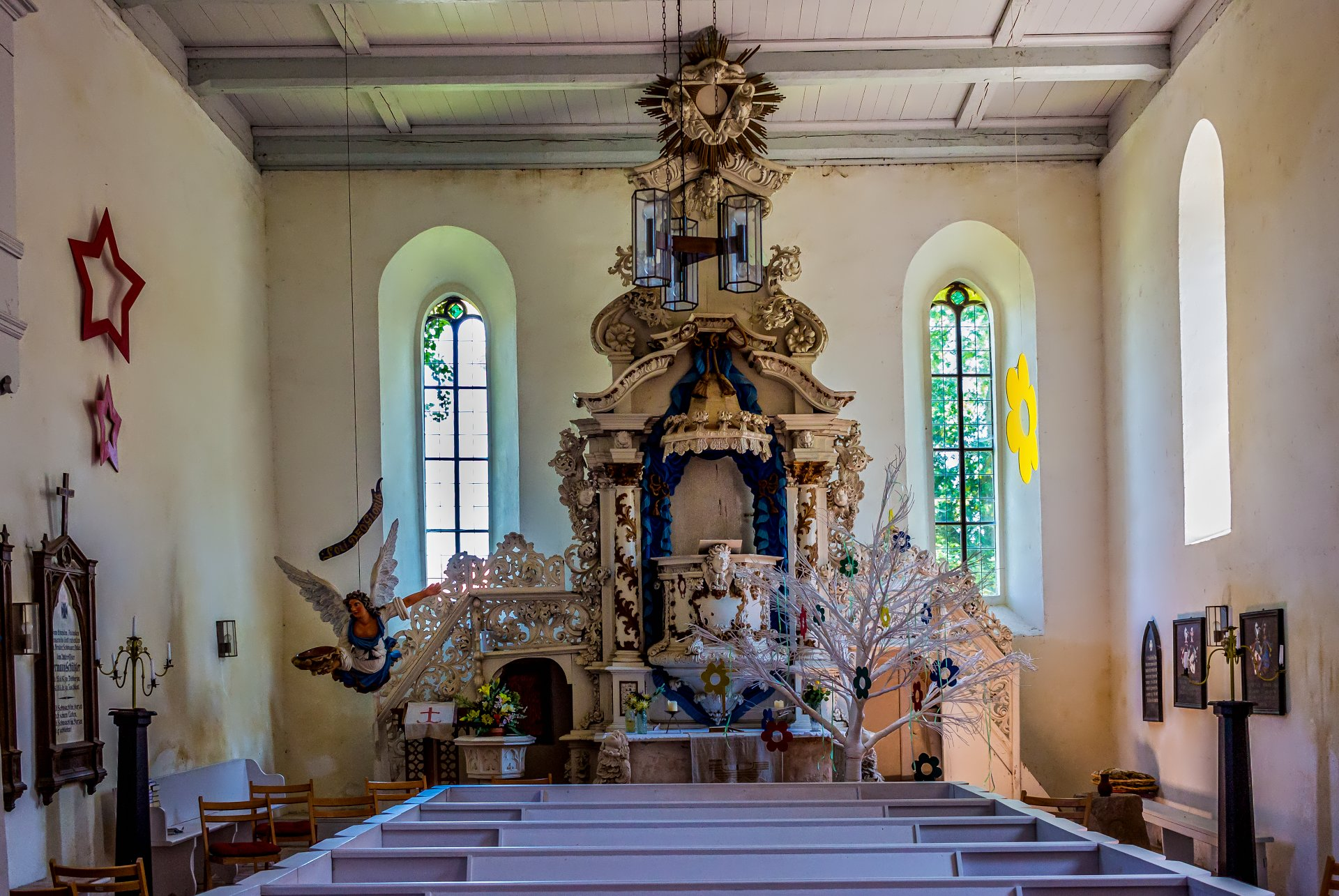
Innenansicht

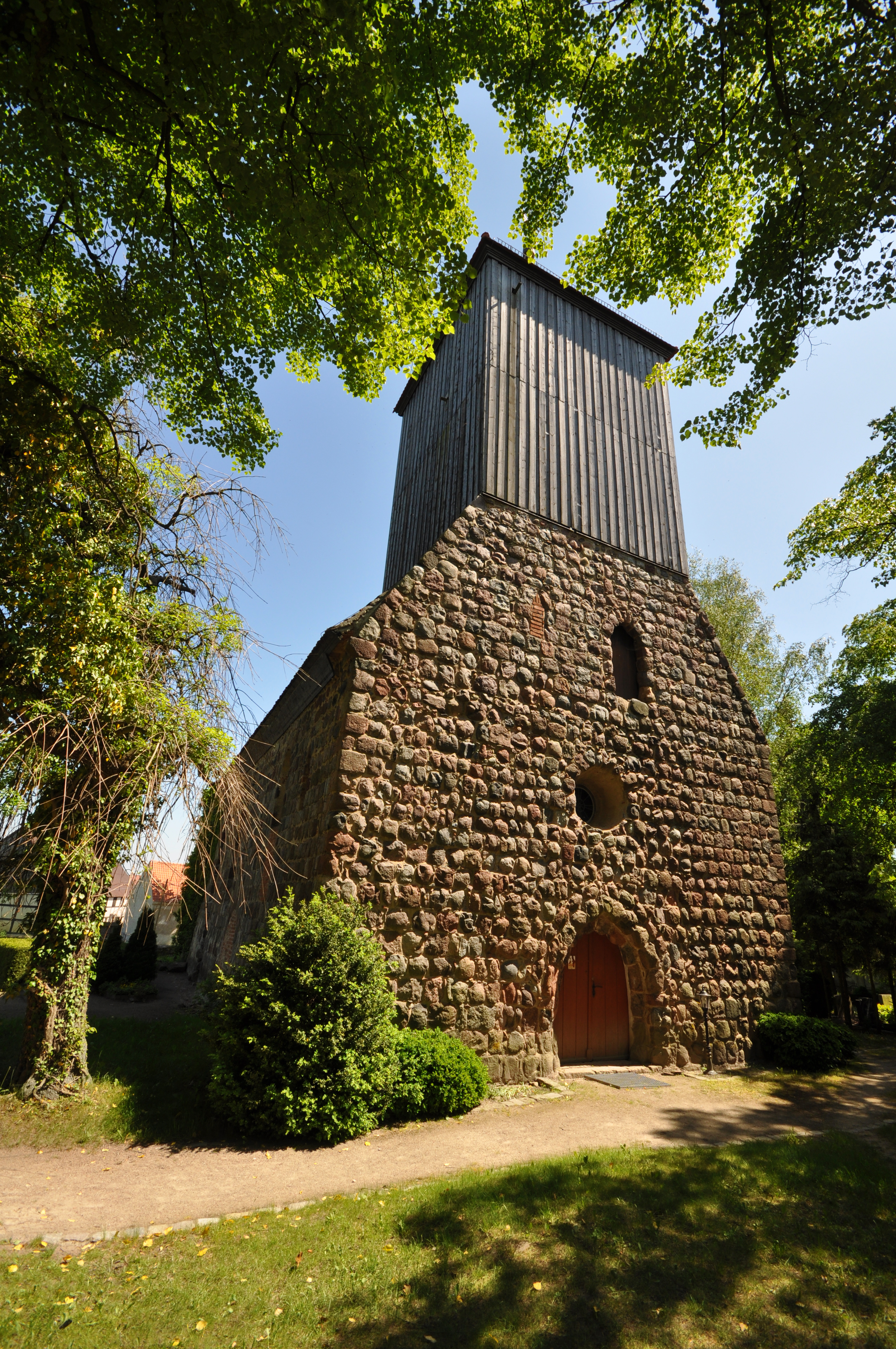
Turmansicht

Die evangelische Dorfkirche Dobberzin ist eine frühgotische Saalkirche aus Feldsteinmauerwerk im Ortsteil Dobberzin von Angermünde im Landkreis Uckermark in Brandenburg. Sie gehört zur Evangelischen Gesamtkirchengemeinde Angermünder Land im Kirchenkreis Uckermark der Evangelischen Kirche Berlin-Brandenburg-schlesische Oberlausitz.

## Geschichte und Architektur
Die Kirche entstand in der zweiten Hälfte des 13. Jahrhunderts als Feldsteinbau. Nach einem Brand 1678 wurde sie in Etappen in den Jahren um 1680 wiederaufgebaut. Der Dachturm über dem Westgiebel wurde in den Jahren 1708–1711 erbaut. Verschiedene Reparaturen und Erneuerungen sind aus den Jahren 1834, 1883, 1886, 1893 sowie 1957–1960 (Turm und Dach, Inneres) überliefert.
Im Jahr 1989 wurden das Patronats- und Predigergestühl von 1699 sowie das Gemeindegestühl und der Ziegelfußboden entfernt. Ab 1992 wurde die Sanierung des Außenbaus und des Kircheninneren vorgenommen, die Neuweihung erfolgte am 2. Dezember 2000.
Die Kirche ist eine schlichte Saalkirche aus sorgfältig behauenen und vermauerten Feldsteinquadern mit Lanzettfenstern, welche weitgehend im Originalzustand erhalten sind. Durch den Brand 1678 wurden das Rundfenster und der innere Bogen des spitzbogigen Portals an der Westseite beschädigt. An der Südseite ist eine kleinere Priesterpforte angeordnet. Das Portal im Norden ist vermauert.
An der Südwestecke des Langhauses wurde ein Quader (Schachbrettstein) mit einem eingeritzten Rautenornament versehen, ähnlich wie bei den Dorfkirchen in Serwest, Schmargendorf und Schönermark bei Angermünde. Der verbretterte Dachturm wurde nach dendrochronologischer Datierung in den Jahren 1708/1709 erbaut und ist mit einer Wetterfahne mit der Jahreszahl 1711 versehen.
Der schlichte Innenraum mit Ziegelfußboden wird von einer Balkendecke aus den Jahren um 1680 abgeschlossen. Je eine Empore im Westen und im Norden bestimmt den Raumeindruck neben den Hauptstücken der Ausstattung. In der Ostwand ist eine Sakramentsnische mit Tür eingelassen.

## Ausstattung
Die in Backstein gemauerte Altarmensa stammt aus dem Mittelalter. Der prachtvolle Kanzelaltar stammt aus dem Jahr 1699, wird Bernhard Hattenkerell zugeschrieben und wurde von Christoph Schurig aus Angermünde farbig gefasst. Der reiche, künstlerisch wertvolle Säulenaufbau ist mit einem verkröpften profilierten Gebälk und einem gebrochenen Segmentgiebel ausgestattet und zeigt darüber einen geschwungenen Aufsatz mit bekrönender Strahlenglorie. Am polygonalen Kanzelkorb, den seitlichen Aufgängen und den Altarschranken sind reich geschnitzte Blatt- und Akanthusranken sowie ausdrucksstarke Engelsköpfe angebracht, am Schalldeckel Lambrequins. Am Korb war vermutlich ursprünglich ein Wappen der Familie von Buch angeordnet.
Der links angeordnete Taufengel aus dem ersten Drittel des 18. Jahrhunderts ist vermutlich ebenfalls ein Werk von Hattenkerell. Die schwebend dargestellte Figur mit reich gefaltetem Gewand und hochgestellten Flügeln trägt eine nachgefertigte Taufschale in Muschelform; ein Spruchband mit der Inschrift Soli deo gloria ist heute an dem Aufhängeseil befestigt. Die Fassung wurde 1965 grob übermalt und um das Jahr 2000 entstellend erneuert und ergänzt.
Der Fuß eines Taufsteins aus Granit mit archaischen Reliefs menschlicher Köpfe und Lilien stammt vermutlich vom Ende des 13. Jahrhunderts. Das heutige neugotische Taufbecken aus dem 19. Jahrhundert ist aus Kunststein in Pokalform gefertigt.
Die Orgel hat einen dreiteiligen rundbogigen Prospekt aus dem Jahr 1857 mit floralen Ornamenten in den Zwickeln, welcher derzeit kein spielbares Werk enthält. Das vermutlich um 1699 entstandene Gemeindegestühl ist ein schlichtes Kastengestühl mit Bockshornbeschlägen. Eine inschriftlich auf 1885 datierte Glocke aus Bronze wurde von C. Voß und Sohn aus Stettin gegossen und ist reich geschmückt mit Weinlaub- und Akanthusfries sowie Stiftungstext, der Glockenbügel ist mit Köpfchen versehen.